# Welcome to Collinwood
Welcome to Collinwood es una película estadounidense de 2002 acerca de cinco ladrones del área de Collinwood en Cleveland que tratan de realizar su último "gran trabajo". La historia es una remake del filme italiano de 1958 I soliti ignoti, de Mario Monicelli.
Es el segundo largometraje dirigido por los hermanos Anthony y Joe Russo, quienes también escribieron el guion.

## Elenco
- William H. Macy es Riley.
- Isaiah Washington es Leon.
- Sam Rockwell es Pero.
- Michael Jeter es Toto.
- Luis Guzmán es Cosimo.
- Patricia Clarkson es Rosalind.
- Andrew Davoli es Basil.
- George Clooney es Jerzy.
- David Warshofsky es Babitch.
- Jennifer Esposito es Carmela.
- Gabrielle Union es Michelle.